# Associazione Calcio Legnano 1988-1989
Questa voce raccoglie le informazioni riguardanti l'Associazione Calcio Legnano nelle competizioni ufficiali della stagione 1988-1989.

## Stagione

Roberto Murgita (sulla destra della foto), al Legnano dal 1988 al 1989

Nella stagione 1988-1989 il Legnano con l'obiettivo della promozione in Serie C1, rafforza la rosa. Sono acquistati i difensori Tiziano Lunghi e Gianluca Dall'Orso, i centrocampisti Giacomo Sapienza, Mirco Balacich e Marco Franceschetti e l'attaccante Roberto Murgita, mentre sul fronte cessioni lasciano il Legnano il difensore Giovanni Cozzi, i centrocampisti Luca Landonio, Alessandro Marcellino e l'attaccante Andrea Bertini.
Nel campionato di Serie C2 1988-1989 i Lilla disputano il girone B della Serie C2, concludendolo al 3º posto in classifica con 40 punti, alle spalle delle due promosse Chievo (48 punti) e Carpi (45 punti). Dopo un girone di andata altalenante in cui si ventila l'esonero del tecnico Mauro Bicicli, il Legnano disputa un ottimo girone di ritorno. Invece, in Coppa Italia Serie C, il Legnano, dopo essere giunto primo nel girone B ed aver battuto l'Alessandria nei sedicesimi di finale, viene eliminato agli ottavi dalla Virescit.

## Divise e sponsor
| Casa |

## Organigramma societario
Area direttiva
- Presidente: comm. Ferdinando Villa

Area tecnica
- Allenatore: Mauro Bicicli

## Rosa
| N. |                   | Ruolo | Calciatore          |
| -- | ----------------- | ----- | ------------------- |
|    | Italia (bandiera) | C     | Mirco Balacich      |
|    | Italia (bandiera) | D     | Daniele Barbui      |
|    | Italia (bandiera) | D     | Paolo Capra         |
|    | Italia (bandiera) | P     | Alberto Dal Molin   |
|    | Italia (bandiera) | D     | Gianluca Dall'Orso  |
|    | Italia (bandiera) | C     | Sergio Elli         |
|    | Italia (bandiera) | C     | Marco Franceschetti |
|    | Italia (bandiera) | C     | Diego Lavelli       |
|    | Italia (bandiera) | C     | Maurizio Lombardo   |
|    | Italia (bandiera) | D     | Tiziano Lunghi      |

| N. |                   | Ruolo | Calciatore           |
| -- | ----------------- | ----- | -------------------- |
|    | Italia (bandiera) | C     | Massimo Mattavelli   |
|    | Italia (bandiera) | A     | Roberto Murgita      |
|    | Italia (bandiera) | D     | Enrico Pedretti      |
|    | Italia (bandiera) | C     | Davide Roncaglia     |
|    | Italia (bandiera) | A     | Massimo Rovellini    |
|    | Italia (bandiera) | C     | Giacomo Sapienza     |
|    | Italia (bandiera) | A     | Fabio Scienza        |
|    | Italia (bandiera) | A     | Luigi Tirapelle      |
|    | Italia (bandiera) | P     | Gianluigi Valleriani |
|    | Italia (bandiera) | D     | Luigi Zubiani        |

## Risultati

### Serie C2 (girone B)

#### Girone d'andata
| Arbitro: | Florio (Vasto) |

|                                     |           |  |
| Galasso 25’ Morucci 38’ Gambino 56’ | Marcatori |  |

| Arbitro: | Zucchini (Bologna) |

|                                      |           |  |
| Lunghi 43’ Murgita 53’ Rovellini 63’ | Marcatori |  |

| Arbitro: | Conocchiari (Macerata) |

|            |           |                    |
| Groppi 31’ | Marcatori | 12’, 61’ Tirapelle |

| Arbitro: | Di Renzo (Roma) |

|                            |           |                          |
| Rovellini 4’ Dall'Orso 67’ | Marcatori | 17’ Bergomi 57’ Trainini |

| Arbitro: | Rosica (Roma) |

|            |           |  |
| Pistis 79’ | Marcatori |  |

| Arbitro: | Mantovani (Genova) |

|                            |           |  |
| Tirapelle 6’ Rovellini 76’ | Marcatori |  |

| Arbitro: | Salerno (Acireale) |

|                                       |           |                   |
| Briga 40’ Paraluppi 59’ Schenardi 81’ | Marcatori | 90’ Franceschetti |

| Legnano 30 ottobre 1988 8ª giornata | Legnano           | 0 – 0 | Pro Sesto | Stadio Giovanni Mari\| Arbitro: \| F. Rossi (Rovigo) \| |
| Arbitro:                            | F. Rossi (Rovigo) |       |           |                                                         |

| Arbitro: | ferro (Verona) |

|                 |           |  |
| Gava 63’ (rig.) | Marcatori |  |

| Arbitro: | Di Renzo (Roma) |

|                                 |           |  |
| Franceschetti 29’ Tirapelle 67’ | Marcatori |  |

| Varese 20 novembre 1988 11ª giornata | Varese            | 0 – 0 | Legnano | Stadio Franco Ossola\| Arbitro: \| Bertocci (Genova) \| |
| Arbitro:                             | Bertocci (Genova) |       |         |                                                         |

| Arbitro: | Costamagna (Torino) |

|  |           |                                                     |
|  | Marcatori | 10’ Rovellini 14’ Murgita 27’ Balacich 88’ Sapienza |

| Arbitro: | Magliulo (Torre Annunziata) |

|                        |           |  |
| Elli 50’ Rovellini 56’ | Marcatori |  |

| Ospitaletto 10 dicembre 1988 14ª giornata | Ospitaletto    | 0 – 0 | Legnano | Stadio Comunale\| Arbitro: \| Lanza (Torino) \| |
| Arbitro:                                  | Lanza (Torino) |       |         |                                                 |

| Arbitro: | Mattera (Roma) |

|  |           |                   |
|  | Marcatori | 4’ (rig.) Mollica |

| Legnano 31 dicembre 1988 16ª giornata | Legnano        | 0 – 0 | Pordenone | Stadio Giovanni Mari\| Arbitro: \| Saia (Palermo) \| |
| Arbitro:                              | Saia (Palermo) |       |           |                                                      |

| Arbitro: | Forte (Marsala) |

|            |           |  |
| Nicoli 39’ | Marcatori |  |

#### Girone di ritorno
| Arbitro: | Dinelli (Lucca) |

|                           |           |             |
| Tirapelle 72’ Murgita 88’ | Marcatori | 55’ Galasso |

| Arbitro: | Copercini (Parma) |

|                                |           |  |
| Tonini 26’ (rig.) Gregoric 90’ | Marcatori |  |

| Arbitro: | Zucchini (Bologna) |

|                       |           |                             |
| Balacich 22’ Elli 53’ | Marcatori | 71’ Tassiero 86’ Pernarella |

| Arbitro: | Babini (Modena) |

|  |           |              |
|  | Marcatori | 89’ Sapienza |

| Arbitro: | Saia (Palermo) |

|                                           |           |                |
| Dall'Orso 15’ Tirapelle 33’ Rovellini 81’ | Marcatori | 34’ Verdicchio |

| Arbitro: | Salerno (Acireale) |

|               |           |  |
| Albinelli 77’ | Marcatori |  |

| Arbitro: | Sbrilli (Grosseto) |

|                                    |           |  |
| Rovellini 81’ (rig.) Dall'Orso 89’ | Marcatori |  |

| Arbitro: | Bortoli (Schio) |

|                                  |           |              |
| Capasso 44’ (rig.) Pescatori 59’ | Marcatori | 51’ Balacich |

| Arbitro: | Pellegrino (Barcellona Pozzo di Gotto) |

|                              |           |  |
| Barbui 20’ Grillo 69’ (aut.) | Marcatori |  |

| Suzzara 9 aprile 1989 27ª giornata | Suzzara           | 0 – 0 | Legnano | Campo Sportivo Comunale\| Arbitro: \| Girotti (Bologna) \| |
| Arbitro:                           | Girotti (Bologna) |       |         |                                                            |

| Arbitro: | Montesano (Napoli) |

|                             |           |  |
| Rovellini 67’ Dall'Orso 88’ | Marcatori |  |

| Arbitro: | Introvigne (Conegliano) |

|                         |           |              |
| Tirapelle 31’ Capra 41’ | Marcatori | 38’ C. Rossi |

| Arbitro: | Saia (Palermo) |

|               |           |               |
| Marabotto 73’ | Marcatori | 67’ Tirapelle |

| Arbitro: | Dinelli (Lucca) |

|  |           |              |
|  | Marcatori | 69’ G. Rossi |

| Arbitro: | Giove (Bari) |

|  |           |                  |
|  | Marcatori | 61’ (aut:) Dozzi |

| Arbitro: | Montalcini (Crotone) |

|  |           |                      |
|  | Marcatori | 31’ Barbui 85’ Capra |

| Arbitro: | Cavanna (Roma) |

|                           |           |            |
| Rovellini 47’ Scienza 56’ | Marcatori | 37’ Florio |

### Coppa Italia Serie C

#### Girone B

##### Girone d'andata
| Arbitro: | Curotti (Piacenza) |

|                          |           |                           |
| Rovinelli 58’ Lunghi 68’ | Marcatori | 39’ Solimeno 57’ Pelucchi |

| Legnano 24 agosto 1988 2ª giornata  | Legnano   | 0 – 0 | Varese | Stadio Giovanni Mari |
| \| \| \| \| \| \| Marcatori \| . \| |           |       |        |                      |
|                                     |           |       |        |                      |
|                                     | Marcatori | .     |        |                      |

| Domodossola 28 agosto 1988 3ª giornata | Juventus Domo | 0 – 1 | Legnano | Stadio Silvestro Curotti |

##### Girone di ritorno
| Arbitro: | Costamagna (Torino) |

|              |           |                              |
| Solimeno 55’ | Marcatori | 15’ Tirapelle 85’ Mattavelli |

| Varese 4 settembre 1988 5ª giornata | Varese    | 1 – 0 | Legnano | Stadio Franco Ossola |
| \| \| \| \| \| \| Marcatori \| . \| |           |       |         |                      |
|                                     |           |       |         |                      |
|                                     | Marcatori | .     |         |                      |

| Legnano 7 settembre 1988 6ª giornata | Legnano   | 4 – 0 | Juventus Domo | Stadio Giovanni Mari |
| \| \| \| \| \| \| Marcatori \| . \|  |           |       |               |                      |
|                                      |           |       |               |                      |
|                                      | Marcatori | .     |               |                      |

#### Sedicesimi di finale
| Arbitro: | G. Baldas (Trieste) |

|                        |           |              |
| Murgita 31’ Barbui 66’ | Marcatori | 11’ Montrone |

| Arbitro: | Scaramuzza (Mestre) |

|             |           |                          |
| Tortora 80’ | Marcatori | 64’ Scienza 89’ Balacich |

#### Ottavi di finale
| Bergamo 8 febbraio 1989 Andata      | Virescit Bergamo | 4 – 1 | Legnano | Stadio Atleti Azzurri d'Italia |
| \| \| \| \| \| \| Marcatori \| . \| |                  |       |         |                                |
|                                     |                  |       |         |                                |
|                                     | Marcatori        | .     |         |                                |

| Legnano 23 febbraio 1989 Ritorno    | Legnano   | 1 – 0 | Virescit Bergamo | Stadio Giovanni Mari |
| \| \| \| \| \| \| Marcatori \| . \| |           |       |                  |                      |
|                                     |           |       |                  |                      |
|                                     | Marcatori | .     |                  |                      |

## Statistiche

### Statistiche di squadra
| Competizione         | Punti | Totale | Totale | Totale | Totale | Totale | Totale | DR  |
| Competizione         | Punti | G      | V      | N      | P      | Gf     | Gs     | DR  |
| -------------------- | ----- | ------ | ------ | ------ | ------ | ------ | ------ | --- |
| Serie C2             | 40    | 34     | 16     | 8      | 10     | 41     | 26     | +15 |
| Coppa Italia Serie C | 8     | 6      | 3      | 2      | 1      | 9      | 4      | +5  |

### Statistiche dei giocatori
| Giocatore        | Serie C2 | Serie C2 |
| Giocatore        | Presenze | Reti     |
| ---------------- | -------- | -------- |
| M. Balacich      | 30       | 3        |
| D. Barbui        | 14       | 2        |
| P. Capra         | 26       | 2        |
| A. Dal Molin     | 26       | 0        |
| G. Dall'Orso     | 30       | 4        |
| S. Elli          | 28       | 2        |
| M. Franceschetti | 20       | 2        |
| D. Lavelli       | 3        | 0        |
| M. Lombardo      | 18       | 0        |
| T. Lunghi        | 31       | 1        |
| M. Mattavelli    | 21       | 0        |
| R. Murgita       | 20       | 3        |
| E. Pedretti      | 9        | 0        |
| D. Roncaglia     | 17       | 0        |
| M. Rovellini     | 29       | 9        |
| G. Sapienza      | 30       | 2        |
| F. Scienza       | 17       | 1        |
| L. Tirapelle     | 32       | 8        |
| G. Valleriani    | 8        | 0        |
| L. Zubiani       | 24       | 0        |